# Chiesa di Santa Maria di Idris

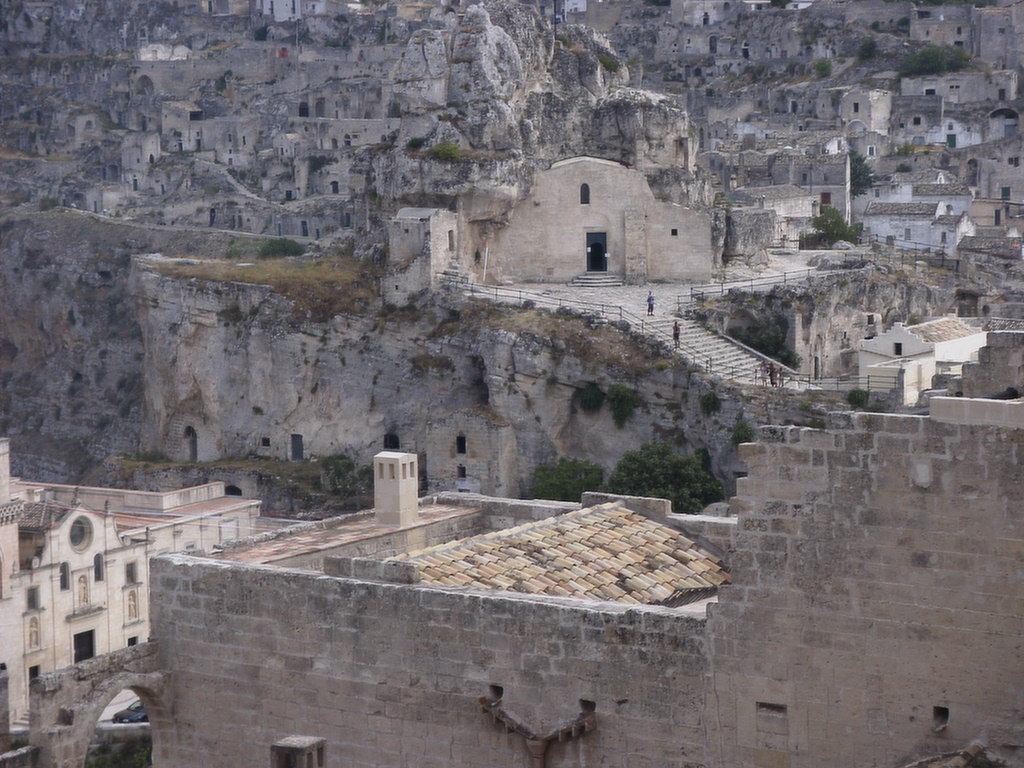
Santa Maria de Idris e in basso San Pietro Caveoso

La chiesa di Santa Maria di Idris, detta anche "Santa Maria de Idris" o "Madonna de Idris", si trova a Matera, all'interno dei Sassi. Si tratta di una chiesa rupestre, cioè scavata nella roccia.

## Descrizione
È situata nella parte alta del Monterrone, una grossa rupe calcarea che si erge nel mezzo del Sasso Caveoso; vi si arriva attraverso una rampa di scale vicina alla chiesa rupestre di  Santa Lucia alle Malve. Il nome Idris deriva dal greco Odigitria, colei che mostra la via, oppure dall'acqua che sgorgava da quella roccia.
La chiesa rupestre presenta un avancorpo in muratura con a lato un piccolo campanile a vela; l'interno, a causa dei continui rimaneggiamenti subiti nel corso dei secoli, non presenta nulla dell'originaria struttura. Si compone di una navata irregolare con affreschi, posti sulla parete di retrofacciata della cripta, gran parte dei quali staccati per restauro essendo deteriorati a causa dell'umidità e conservati presso la Soprintendenza ai Beni Storici ed Artistici di Matera. Sull'altare vi è una Madonna con Bambino risalente al XVII secolo dipinta a tempera, a destra Sant'Eustachio, patrono della città ed altri affreschi sempre risalenti al XVII secolo ed ancora una crocifissione di fattura rozza con sfondo la sagoma della città di Matera. La chiesa di Santa Maria de Idris è collegata alla cripta rupestre di San Giovanni in Monterrone attraverso un cunicolo, ed in questa cripta si trovano numerosi e pregevoli affreschi che sono databili in un arco di tempo che va dal XII al XVII secolo.
Nel cunicolo di accesso vi è l'affresco raffigurante San Giovanni Battista; in una lunetta sovrastante un altare l'affresco risalente al XII secolo del Cristo Pantocratore benedicente alla latina, che con la mano sinistra sorregge un Vangelo aperto nel quale è inscritto un testo greco. Questo affresco rappresenta l'influenza della cultura iconografica bizantina. Più oltre, sulla spalla di un arco mozzo, vi è un monaco ignoto (San Francesco o San Leonardo?) con saio e cappuccio. Di fronte San Nicola (XIV secolo) in abiti vescovili, che benedice con la mano destra e regge il Vangelo con la sinistra. Uscendo dal corridoio si entra in un'aula più ampia, costituente la navata vera e propria della chiesa di San Giovanni in Monterrone, che termina in un presbiterio sopraelevato; sulla parete di fronte si trovano un affresco che raffigura la testa di Sant'Andrea e frammenti di una Madonna con Bambino nella tipologia iconografica della Glykophilousa, databili anch'essi verso la fine del XII secolo, e due santi ignoti. Sulla parete sinistra, posti in nicchiette decorate, altri due santi, uno dei quali individuato in San Pietro in base alle linee del volto, alla barba ed ai capelli, pur in mancanza delle chiavi, e di lato San Giacomo, risalente al XIII secolo.